# Gareth Bale
Gareth Frank Bale (Cardiff, Gal·les, 16 de juliol de 1989) és un exfutbolista professional gal·lès.

## Trajectòria futbolística

### Inicis
Bale, va nàixer al barri de Whitchurch de la capital gal·lesa, Cardiff. Fill d'un porter de col·legi, Frank, i d'una directora d'operacions d'una firma d'advocats, Debbie. Va anar a l'escola de primària Eglwys Newydd del seu mateix barri. Jugava en les categories inferiors d'un modest equip, el Cardiff Civil Service FC, quan un busca talents del Southampton FC el va descobrir amb només vuit anys. Amb aquella edat el seu ídol ja era el també jugador gal·lès de banda esquerra, Ryan Giggs, mític jugador del Manchester United FC.

### Southampton FC
Després de destacar amb les categories inferiors del Southampton FC debutà amb el primer equip el 17 d'abril del 2006 al St Mary's Stadium. Va ser en un partit de la Football League Championship davant el Millwall FC, Bale jugà tot el partit i el seu equip s'acabà imposant per 2-0. Aquest debut es va produir quan Bale encara no havia complert els disset anys, tenia 16 anys i 275 dies. Va ser el segon jugador més jove en debutar amb el Southampton FC, només superat per Theo Walcott.
Durant la temporada 2005/06 jugà només un altre partit enfront del Leicester City FC.
La Temporada 2006/07 va ser la de la seua consagració com a jugador titular del Southampton FC. Va disputar 38 partits en Lliga fent 5 gols, el primer dels quals va ser en la jornada de debut de la mateixa temporada, el 6 d'agost del 2006, contra el Derby County.
Aquella mateixa temporada també va jugar 3 partits de la Carling Cup i un sol partit de la FA Cup. A més de consolidar-se com a jugador indispensable de la selecció gal·lesa. El seu últim partit amb el Southampton FC va ser el 12 de maig del 2007 enfront del Derby County, era la fase d'ascens a la Premier League, el partit va finalitzar en derrota pels de Bale per 1-2 i amb el jugador gal·lès lesionat.

### Tottenham Hotspur

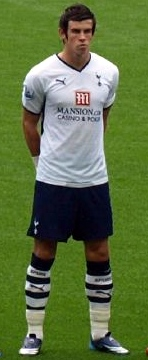
Bale amb la camiseta dels Spurs.

La seua arribada als Spurs es va confirmar el 25 de maig del 2007, tot i que el fitxatge va estar a punt de tancar-se al mercat d'hivern de l'anterior temporada, fet al qual Bale es va negar per intentar assolir l'ascens amb el Southampton FC. El fitxatge es va tancar amb un pagament inicial de 5M£, xifra que podia ascendir fins als 10M£ segons una sèrie de clàusules.
Bale va debutar en partit oficial amb el Tottenham Hotspur el 26 d'agost del 2007, enfront del Manchester United FC a Old Trafford. Aquell també era el seu debut en la Premier League 2007/08. El seu debut golejador no es va fer esperar, era la segona jornada que jugava a la Premier League quan al minut 61 anotà el seu primer gol en el partit al Craven Cottage enfront del Fulham FC.
Bale va assumir la titularitat en molts dels partits amb els Spurs durant la seua primera temporada. Després del seu debut a la Premier League i marcar el seu primer gol va debutar, també, a la Copa de la UEFA 2007/08 el 20 de setembre del 2007 contra l'Anorthosis FC, partit en el qual el seu equip s'imposà amb un contundent 6-1. La seua projecció, però, es va veure ràpidament truncada amb una lesió als lligaments que es va fer amb un enfrontament, el 2 de desembre del 2007, contra el Birmingham City FC després d'una dura entrada de Fabrice Muamba. Bale es va perdre tot el que restava de temporada.
Tot i la seua absència durant tota la segona meitat de la temporada 2007/08, Bale va arribar a un acord amb el Tottenham per a renovar el seu contracte abans d'iniciar la temporada 2008/09, un contracte que el lligava amb els Spurs fins al 2012.
Durant la temporada 2008/09 el jugador gal·lès va assolir un record negativament peculiar: Va arribar a encadenar 24 partits consecutius sense conèixer la victòria a la Premier League (8 durant la Premier 2007/08 i 16 durant la Premier 2008/09). De fet, la seua primera victòria amb el Tottenham a la Premier és el 26 de setembre del 2009 contra el Burnley quan va entrar al terreny de joc al minut 85, més de dos anys després d'haver firmat el seu primer contracte amb el Tottenham.
La temporada 2009/10 va ser la del reconeixement. Tot i no entrar des de bon principi en l'equip titular dels Spurs, va acabar consolidant-se com a titular a mesura que va anar avançant la temporada. Sobretot a causa de la lesió del, fins aleshores titular, Benoît Assou-Ekotto. Així, finalment, el 26 de gener del 2010 guanyà el seu primer partit com a titular a la Premier League amb la samarreta dels Spurs. Des de llavors, la seua projecció ha estat meteòrica; el mes d'abril del 2010 va guanyar el premi Barclays Premier League Player of the Month. Així, el 7 de maig del 2010 va ser recompensat amb una ampliació del seu contracte fins al 2014.
Després del seu reconeixement nacional durant l'anterior curs, la temporada 2010/11 ha estat la de l'emergència a nivell internacional. Sobretot després del seu hat trick a l'Inter al Giuseppe Meazza durant la Lliga de Campions 2010/11.

### Reial Madrid C. F.
Gareth Bale es va estrenar amb en Real Madrid C.F. en un partit de la lliga BBVA contra el Vila-real C.F. També en aquest partit va marcar el seu primer gol amb la camiseta blanca gràcies a una assistència del seu company d'equip Daniel Carvajal.

### Selecció
El 27 de maig del 2006, amb només 16 anys, va debutar amb la selecció de Gal·les enfront de selecció de Trinitat i Tobago. Això el va convertir amb el jugador més jove amb fer-ho, fou a les ordres del mític John Benjamin Toshack.

#### Gols internacionals
|     | Data                    | Estadi                                        | Rival      | Gol   | Resultat | Competició                                      |
| --- | ----------------------- | --------------------------------------------- | ---------- | ----- | -------- | ----------------------------------------------- |
| 1.  | 7 d'octubre del 2006    | Millennium Stadium, Cardiff, Gal·les          | Eslovàquia | 1 – 2 | 1 – 5    | Classificació per a l'Eurocopa 2008             |
| 2.  | 28 de març del 2007     | Millennium Stadium, Cardiff, Gal·les          | San Marino | 2 – 0 | 3 – 0    | Classificació per a l'Eurocopa 2008             |
| 3.  | 12 d'octubre del 2010   | Sankt Jakob-Park, Basilea, Suïssa             | Suïssa     | 1 – 1 | 4 – 1    | Classificació per a l'Eurocopa 2012             |
| 4.  | 7 d'octubre del 2011    | Liberty Stadium, Swansea, Gal·les             | Suïssa     | 2 – 0 | 2–0      | Classificació per a l'Eurocopa 2012             |
| 5.  | 11 d'octubre del 2011   | Estadi Nacional Vasil Levski, Sofia, Bulgària | Bulgària   | 1 – 0 | 1–0      | Classificació per a l'Eurocopa 2012             |
| 6.  | 12 de novembre del 2011 | Cardiff City Stadium, Cardiff, Gal·les        | Noruega    | 1 – 0 | 4–1      | Amistós                                         |
| 7.  | 11 de setembre del 2012 | Estadi Karađorđe, Novi Sad, Sèrbia            | Sèrbia     | 1 – 2 | 1–6      | Classificació de la Copa del Món de futbol 2014 |
| 8.  | 12 d'octubre del 2012   | Cardiff City Stadium, Cardiff, Gal·les        | Escòcia    | 1 – 1 | 2–1      | Classificació de la Copa del Món de futbol 2014 |
| 9.  | 12 d'octubre del 2012   | Cardiff City Stadium, Cardiff, Gal·les        | Escòcia    | 2 – 1 | 2–1      | Classificació de la Copa del Món de futbol 2014 |
| 10. | 6 de febrer del 2013    | Liberty Stadium, Swansea, Gal·les             | Àustria    | 1 – 0 | 2–1      | Amistós                                         |
| 11. | 26 de març del 2013     | Liberty Stadium, Swansea, Gal·les             | Croàcia    | 1 – 0 | 1–2      | Classificació de la Copa del Món de futbol 2014 |
| 12. | 5 de març del 2014      | Cardiff City Stadium, Cardiff, Gal·les        | Islàndia   | 3 – 1 | 3–1      | Amistós                                         |
| 13. | 9 de setembre del 2014  | Estadi Nacional, Andorra la Vella, Andorra    | Andorra    | 1–1   | 2–1      | Classificació per a l'Eurocopa 2016             |
| 14. | 9 de setembre del 2014  | Estadi Nacional, Andorra la Vella, Andorra    | Andorra    | 2–1   | 2–1      | Classificació per a l'Eurocopa 2016             |

## Palmarès
Tottenham Hotspur FC
- 1 Copa de la Lliga anglesa: 2008

Reial Madrid CF
- 5 Lligues de Campions: 2013–14, 2015–16,[16] 2016–17,[17] 2017–18, 2021–22
- 3 Supercopes d'Europa: 2014,[18][19][20] 2016,[21] 2017
- 4 Campionats del món de clubs: 2014,[22] 2016,[23] 2017,[24] 2018
- 3 Lligues espanyoles: 2016-17,[25] 2019-20, 2021-22
- 1 Copa del Rei: 2013-14
- 3 Supercopes d'Espanya: 2017,[26] 2019-20, 2022

Los Angeles FC
- 1 MLS Supporters' Shield: 2022
- 1 Conferència Oest (MLS): 2022
- 1 Copa MLS: 2022